# Salvia misella
Salvia misella es una especie de hierba anual en toda América tropical, se encuentra a menudo en regiones semiáridas de tierra espesa perturbada, desde el nivel del mar hasta los 2.200 metros de altitud. Es similar, y tal vez muy relacionada con, Salvia occidentalis, con un cáliz más largo y una  flor azul de 5 milímetros.

## Descripción
Es una planta anual que alcanza un tamaño de hasta de 60 cm de altura, de tallos pilosos. Las hojas tienen forma ovada son amplias y peludas, tanto en el anverso como en el reverso. Las flores son de color azul, y tienen un labio superior y uno inferior, están colocadas en espigas.

## Distribución y hábitat
Originaria de Perú, está presente en climas cálidos y semicálidos entre los 650 y los 1975 m s. n. m., asociada a vegetación perturbada de bosque tropical caducifolio, zona de transición entre el bosque mesófilo de montaña y bosque de encino.

## Propiedades
Se emplea para el tratamiento de afecciones de la piel. Con este fin, los tallos se secan y muelen para aplicarlos en heridas y granos, previamente lavados con la decocción de las hojas y tallos. También se ponen fomentos calientes 1 o 2 veces al día, sobre las hinchazones. Para curar la disipela se usa la cocción de la parte aérea combinada con cáscara, cuachalalate, ramas de hierbas del cáncer, mohmorado, de ruda thotomátic (Solanum nigrescens) y zahazalli (Physalis nicadendroides), con inflorescencias de sauco.

## Taxonomía
Salvia misella fue descrita por Carl Sigismund Kunth y publicado en Nova Genera et Species Plantarum (quarto ed.) 2: 290. 1817[1818]
Etimología
Ver: Salvia
Sinonimia
- Salvia laterifolia Fernald
- Salvia obscura Benth.
- Salvia occidentalis var. obscura (Benth.) M.Gómez
- Salvia privoides Benth.
- Salvia riparia Kunth
- Salvia viscosa Sessé & Moc.[5]

## Nombres comunes
En México: Mirto, hierba del burro, mirto de flor roja, mirto inglés, mirto mocho, salvia, toronjil de monte;